# Amblyopone egregia
Amblyopone egregia är en myrart som först beskrevs av Kusnezov 1955.  Amblyopone egregia ingår i släktet Amblyopone och familjen myror. Inga underarter finns listade i Catalogue of Life.